# Pogovor razočaranega človeka s svojo dušo
Pogovor razočaranega človeka s svojo dušo je staroegipčanska pesem, ki je nastala okoli leta 2100 pr. n. št. 
Pesmi manjkajo nekateri deli in je bila napisana v težko razumljivem jeziku. Opisuje skrajno nezadovoljstvo človeka z življenjem, ki pa ni utemeljeno z družbenimi ali političnimi okoliščinami. Obupani se med razmišljanjem o samomoru pogovarja s svojo dušo o usodi, ki bi ju doletela zaradi nenaravne smrti. Razočarani človek se na koncu pesmi odloči živeti do konca svojih dni.
Odlomek, ki opisuje smrt kot bujenje iz sna in vrnitev domov, je nastal po vmesnem angleškem prevodu Johna A. Wilsona.